# دکووتا سیتی (نبراسکا)
دکووتا سیتی(به انگلیسی: Dakota City) شهری در ایالت نبراسکا کشور ایالات متحده آمریکا است که جمعیت آن در سرشماری سال ۲۰۱۰ میلادی، ۱٬۹۱۹ نفر بوده‌است.